# 江刺広瀬テレビ中継局
江刺広瀬テレビ中継局（えさしひろせテレビちゅうけいきょく）は、岩手県奥州市江刺区にあったテレビ中継局。

## 中継局概要

### デジタルテレビ放送
| リモコン キーID | 放送局名     | 物理 チャンネル | 空中線 電力  | ERP          | 放送対象地域 | 放送区域 内世帯数 |
| --------------- | ------------ | --------------- | ------------ | ------------ | ------------ | ----------------- |
| 1               | NHK 盛岡総合 | 58→52           | 未定         | 未定         | 岩手県       | 未定              |
| 2               | NHK 盛岡教育 | 60→50           | 未定         | 未定         | 全国         | 未定              |
| 6               | IBC 岩手放送 | （割当なし）    | （割当なし） | （割当なし） | （割当なし） | （割当なし）      |

- →の右側は、リパック（2011年7月25日以降に実施予定）により新たに割り当てられる予定だったチャンネル[1]。
- チャンネルが割り当てられた[2]が、2010年3月にロードマップが変更され、ケーブルテレビによるカバーとなった[3]。

### アナログテレビ放送
| チャンネル | 放送局名     | 空中線 電力       | ERP                | 放送対象地域 | 放送区域 内世帯数 | 運用開始日 |
| ---------- | ------------ | ----------------- | ------------------ | ------------ | ----------------- | ---------- |
| 50         | NHK 盛岡教育 | 映像3W/ 音声750mW | 映像4.3W/ 音声1.1W | 全国         | -                 | 1976年度   |
| 52         | NHK 盛岡総合 | 映像3W/ 音声750mW | 映像4.3W/ 音声1.1W | 岩手県       | -                 | 1976年度   |
| 54         | IBC 岩手放送 | 映像3W/ 音声750mW | 映像4.8W/ 音声1.2W | 岩手県       | -                 | -          |

- 所在地： 奥州市江刺区広瀬字中島の尻掛山
- 放送エリア： 盛岡送信所からの電波が届きにくい奥州市江刺区広瀬地区北東部をカバーしていた。
- 2011年7月24日をもって廃止される予定だったが、東日本大震災発生の影響により、2012年3月31日まで延期された。